# 6 sati Watkins Glena
6 sati Watkins Glena je utrka izdržljivosti koja se godišnje održava na stazi Watkins Glen International u Watkins Glenu u saveznoj državi New York. Utrka se vozi od 1948. i bila je dio kalendara u serijama SCCA National Sports Car Championship, United States Road Racing Championship, World Sportscar Championship, IMSA GT Championship, Rolex Sports Car Series, a trenutno se vozi u seriji IMSA WeatherTech SportsCar Championship.

## Vanjske poveznice
Službena stranica  Arhivirana inačica izvorne stranice od 25. ožujka 2022. (Wayback Machine)